# 廷戈德波納薩區
6°56′26″S 76°15′01″W / 6.9406°S 76.2502°W
廷戈德波納薩區（西班牙語：Distrito de Tingo de Ponasa），是秘魯的一個區，位於該國中北部聖馬丁大區的皮科塔省，始建於1960年11月22日，面積340平方公里，海拔高度240米，2005年人口4,153，人口密度每平方公里12人。